# NGC 84

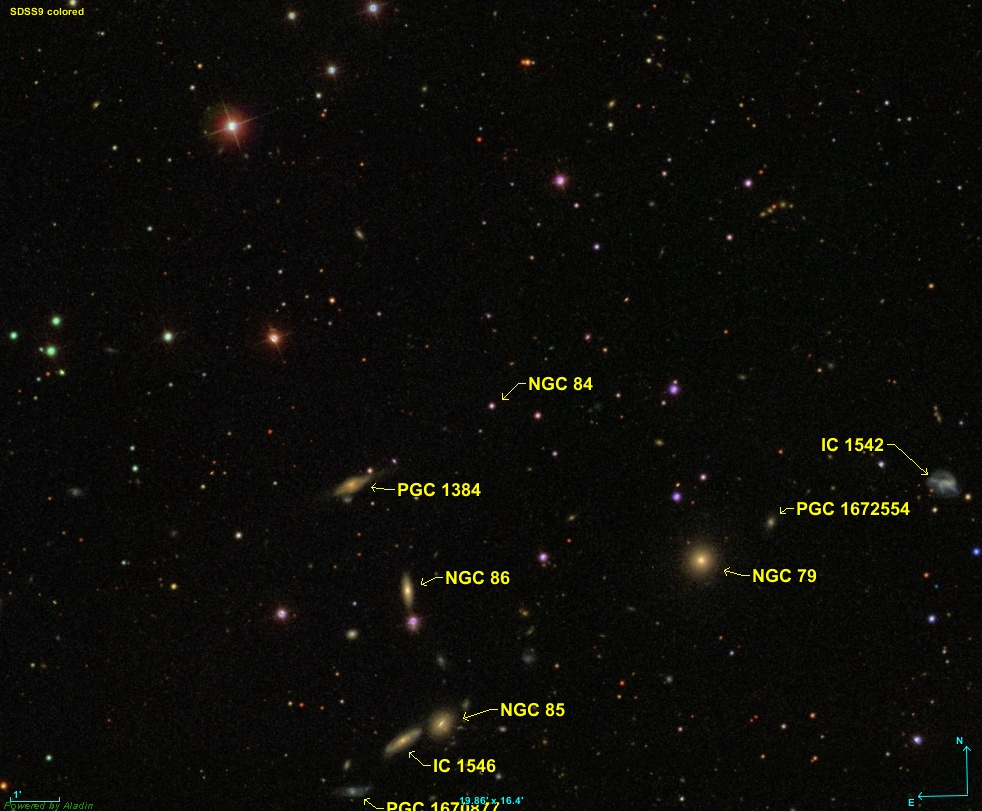
NGC 84

NGC 84 (PGC 3325897) este o stea din constelația Andromeda. Confundată deseori cu PGC 1384, această stea a fost înregistrată în 14 noiembrie 1884 de către Guillaume Bigourdan.